# Gate Gourmet
Gate Gourmet Switzerland Gmbh è una società svizzera attiva nel settore del trasporto aereo, occupandosi principalmente di servizi di catering a bordo, parte del gruppo Gategroup Holding AG.
È una delle più grandi società al mondo del comparto.

## Storia

### La nascita e l'espansione
Gate Gourmet nasce formalmente nel 1992 come fusione tra il ramo d'azienda catering di Swissair, che a sua volta era stato creato nel 1931 e la società International Catering Services, sempre del gruppo Swissair.
La prima acquisizione a segno è in Grecia, con Papadacos Catering: segue l'anno Aero Chef, della danese Sterling Airlines, grazie alla quale diventa quinta al mondo con 44 impianti e 800 milioni di chf di fatturato.
Nel 1994 rileva Sas Service Partner, la sua omologa della compagnia SAS nata nel 1984, da Compass Group che l'aveva acquisita l'anno precedente, diventando la terza più grande compagnia al mondo di catering, con 64 impianti in 21 paesi e 13.000 dipendenti.
Nel 1997 rileva le cucine di British Airways presso Aeroporto di Londra-Heathrow.
La società cresce ancora comprando Dobbs International Services, a cui United Airlines aveva venduto la maggior parte delle sue flight kitchens (gli impianti di preparazione del cibo situati a ridosso degli aeroporti.
Nel 2001 realizza un fatturato di 3.3 miliardi di Chf, con 208 milioni di pranzi preparati ogni anno, 25.000 dipendenti e 140 impianti per la preparazione dei cibi, 250 compagnie aeree servite.

### L'uscita da Swissair
Con il 2002 viene venduta da Swissair per fare fronte alle proprie difficoltà economiche ed il suo azionista diventa Texas Pacific Group per 898 milioni di dollari che cinque anni più tardi la rivende a Merrill Lynch.
Aggiunge un nuovo tassello nel 2003 salendo al 100% di Iberswiss, la società di catering di Iberia fino ad allora detenuta al 30%.
Nel 2007 debutta nel settore handling entrando in Fernley and International Aviation Services  ribattezzando la nuova attività in Gate Aviation Services; diversifica ulteriormente acquistando deSter, attiva nel packaging di cibo e posate per i servizi di bordo.

### Il debutto in Borsa e la girandola della proprietà
Sbarca in Borsa due anni dopo, al SIX Swiss Exchange.
Dopo ulteriori acquisizioni, specialmente in Oriente, viene comprata da HNA Group per 1.47 miliardi di dollari, che in quel momento detiene anche la connazionale con cui condivide le comuni origini Swissair, Swissport.
Tuttavia, due anni dopo, HNA passa la mano al fondo RRJ Capital e a Temasek Holdings, che nel 2020 procedono ad una ristrutturazione del debito causa difficoltà patite dall'azienda per il Covid.
Nel frattempo (2017) anche la rivale Servair (catering Air France) entra in Gate Gourmet, che ne compra il 50% per 237 milioni di euro.
Con il 2019, Gate Gourmet acquisisce un altro concorrente, il ramo delle operazioni europee con i relativi 7.500 dipendenti di LSG Sky Chefs (catering Lufthansa).
Nel 2024 rinnova l'accordo con Wizz Air per la vendita di servizi ancillari (profumi, gadget, prodotti duty free, cibi pronti) a bordo degli aerei, che li vede collaborare insieme da quasi vent'anni.

### Oggi
Al 31 dicembre 2024, la società dichiara 300 clienti, 255 milioni di pasti preparati nell'anno, 650 milioni di passeggeri serviti, 3.8 milioni di voli riforniti, 7 clienti nel settore ferroviario dove opera sempre come servizio di ristorazione a bordo, 45.000 dipendenti.
5.20 miliardi di chf di ricavi, di cui:
- 4.21 da catering e servizi di facility management
- 0.69 dalla vendita di kit di posate, cuffiette, lenzuola, piatti, bicchieri ecc.
- 0.30 dalla vendita di prodotti ai passeggeri

Ebit di 177 milioni, perdita di 23 milioni.